# Clădirea fostei școli primare (Hîrbovăț)
Clădirea fostei școli primare este o clădire amplasată în Hîrbovăț, raionul Călărași, Republica Moldova. Este un monument arhitectural de importanță națională inclus în Registrul monumentelor Republicii Moldova ocrotite de stat cu nr. 180 (raionul Călărași). Datează din anii 1920-1930.